# Giorgio Grassi
Giorgio Grassi (27 de octubre de 1935), es un arquitecto italiano, nacido en Milán, donde estudió arquitectura, graduándose en 1960. Por tres años desde el 1961 fue miembro de la redacción de la revista Casabella, y desde 1965 ha sido profesor en distintas escuelas. Es Catedrático de Composición Arquitectónica del Politécnico de Milán desde 1977. Su obra tiene muchas referencias con la arquitectura del pasado, y su búsqueda arquitectónica siempre está relacionada con la ciudad antigua debido a su profundo conocimiento de esta, aunque integrando también, la arquitectura del movimiento moderno.